# Asier Illarramendi
Asier Illarramendi Andonegi (Mutriku, 1990. március 8. –) Baszk származású spanyol labdarúgó, posztját tekintve védekező középpályás, jelenleg a Real Sociedad játékosa.

## Klub Karrier

### Real Sociedad
Spanyolországban, Baszkföldön, Mutriku városában született. Tehetségére hamar felfigyeltek, majd le is igazolta az egyik neves baszk csapat, a Real Sociedad. 
2010. június 19-én a spanyol másodosztály utolsó fordulója előtt már eldőlt, hogy a csapat bajnokaként a La Ligában folytatja a pályafutását.
A 2012-2013-as La Liga a Real Sociedad eddigi legjobb szezonja volt, hiszen a csapat az előkelő negyedik helyet szerezte meg, Illarramendi hatékony közreműködésének is köszönhetően.
A csapat történelmében először a Bajnokok Ligája résztvevője lett.

### Real Madrid
2013. július 12-én hatéves szerződést írt alá a Real Madriddal, átigazolási ára 38,9 millió Euró volt.

### Válogatottság
Illarramendi tagja volt a spanyol U17-es válogatottnak a 2007-es UEFA U17-es világbajnokságon, ahol egy meccs kivételével mindegyik mérkőzésen részt vett, sőt a döntőn ő rúgta be a végső tizenegyest a nigériai csapat ellen, ezzel megnyerve csapatának a kupát.
Illarramendi 21 gólt szerzett két év alatt az U21-esekkel, és részt vett a 2013-as U21-es labdarúgó-Európa-bajnokságon. Itt is győzedelmeskedtek, így a spanyol U21-es csapat negyedik EB-címét is megszerezte.

## Sikerei, díjai

### Real Sociedad
- Segunda División
  - Bajnok : 2010
- La Liga : negyedik hely: 2012–2013

### Real Madrid
- UEFA-bajnokok ligája : 2013–2014
- UEFA-szuperkupa : 2014
- FIFA-klubvilágbajnokság : 2014
- Spanyol labdarúgókupa : 2013–14

### Spanyolország U21
- U21-es labdarúgó-Európa-bajnokság Győzelem: 2013

### Spanyolország U17
- U17-es labdarúgó-világbajnokság
  - Ezüstérmes 2007

### Egyéni
- La Liga-díjak : Legjobb középpályás, 2012–13

## Fordítás
Ez a szócikk részben vagy egészben  az   Asier Illarramendi című angol Wikipédia-szócikk fordításán alapul.  Az eredeti cikk szerkesztőit annak laptörténete sorolja fel. Ez a jelzés csupán a megfogalmazás eredetét és a szerzői jogokat jelzi, nem szolgál a cikkben szereplő információk forrásmegjelöléseként.